# Роджерс, Вудс
Вудс Роджерс (англ. Woodes Rogers, ок. 1671 — 15 июля 1732) — английский капитан, капер, а затем первый королевский губернатор Великобритании на Багамских островах. Он известен как капитан судна, которое спасло Александра Селькирка, судьба которого, как обычно считается, вдохновила Даниэля Дефо на написание романа «Робинзон Крузо».
Роджерс происходил из богатой семьи мореплавателей, вырос в Пуле и Бристоле и был помощником бристольского капитана корабля. Его отец, который держал акции многих судов, умер, когда Роджерсу было двадцать с чем-то лет, в результате чего он стал управлять судоходным бизнесом семьи. В 1707 году Роджерс помогал капитану Уильяму Дампиру, который искал поддержки каперов против испанцев, с которыми Британия была в состоянии войны. Роджерс стоял во главе экспедиции, которая состояла из двух хорошо вооружённых кораблей, «Герцог» и «Герцогиня», и был капитаном первого. В течение трёх лет Роджерс и его люди обошли весь мир, захватив несколько кораблей в Тихом океане. По пути экспедиции они спасли Селькирка, встретившись с ним на острове Хуан-Фернандес 1 февраля 1709 года. Когда экспедиция вернулась в Англию в октябре 1711 года, выяснилось, что Роджерс обошёл земной шар, сохранив при этом свои первоначальные корабли и большую часть его людей, и инвесторы в экспедицию удвоили свои деньги.
Хотя экспедиция сделала Роджерса национальным героем, его брат был убит, а сам Роджерс был тяжело ранен в боях на Тихом океане. По возвращении его команда подала против него успешный иск в суд на том основании, что они не получили свою справедливую долю прибыли от экспедиции, и Роджерс, проиграв дело, стал банкротом. Он писал о своём морском опыте в книге «Кругосветное путешествие», которая хорошо продавалась, частично за счёт общественного признания за спасение Селькирка.
Роджерс дважды назначался губернатором Багамских островов, где ему удалось отвести угрозу нападения испанцев и избавить колонию от пиратов. Для этого он вербовал капитанов, готовых верой и правдой служить королю Англии, нередко привлекая к этому делу бывших разбойников (так было с Бенджамином Хорниголдом). В 1720 году отбил нападение испанцев на Нассау.
Тем не менее его первый срок на посту губернатора был финансово разорительным, а по возвращении в Англию он был заключён в тюрьму за долги. Во время своего второго срока пребывания на посту губернатора Роджерс умер в Нассау в возрасте около 62 лет.

## В культуре
- Вудс Роджерс является одним из антагонистов компьютерной игры Assassin's Creed IV: Black Flag. В игре он представлен как тамплиер и губернатор Ямайки.
- Вудс Роджерс является одним из главных героев третьего и четвёртого сезона сериала «Чёрные паруса»; он является губернатором Нассау. Его роль исполнил Люк Робертс.